# Virila de Leire
Virila va ser un monjo benedictí, abat del monestir de San Salvador de Leire (Navarra) (consta com a tal en un document de 928) que podria haver mort cap a l'any 950. Venerat com a sant, la seva festivitat se celebra l'1 d'octubre.

## Llegenda
No es coneix res més sobre la seva vida: en tot cas, era una persona real de la qual consta documentació. No obstant això, la seva fama es deu a una llegenda popular de Navarra de la qual és protagonista; llegenda que, amb altres personatges, es dona en altres llocs, alguns d'ells, com Leire, situats al Camí de Sant Jaume.
La tradició diu que essent abat de Leire va voler, un dia de primavera, sortir a donar un tomb al bosquet proper a l'abadia. Mentre meditava sobre el misteri del gaudi de l'eternitat, va sentir un rossinyol que cantava; va seure vora una font, sentint-lo cantar i va quedar adormit.
En desvetllar-se, va desfer camí, però en arribar al monestir va trobar que era molt més gran que unes hores abans; en entrar-hi, ningú no el va reconèixer ni ell va poder identificar cap dels monjos. Buscant a l'arxiu, van trobar que es parlava de l'abat Virila... que havia desaparegut al bosc feia ja tres-cents anys!
Per celebrar-ne el retorn, es va fer un Te Deum: en ell, es va sentir la veu de Déu que deia a l'abat: "Virila, tu has estat tres-cents anys sentint el cant d'un rossinyol i t'ha semblat un instant; els gaudis de l'eternitat són encara més perfectes". Un rossinyol va entrar llavors a l'església amb un anell al bec i el va col·locar al dit de Virila, que va tornar a ésser abat de Leire fins a la seva mort.

## Veneració
És un sant de culte local, que es venerava com a tal en temps de Sanç III de Navarra, el Major, a l'inici del segle xi. En alguns documents és associat al culte a les màrtirs Nunilona i Alòdia, també venerades a Leire. Els cistercencs el van incloure entre els sants formals, difonent-ne el culte al seu orde.
Prop del monestir, hi ha una déu anomenada font de Sant Virila.